# منتخب كازاخستان لاتحاد الرغبي
منتخب كازاخستان الوطني لاتحاد الرغبي (بالروسية: Сборная Казахстана по регби)‏ هو ممثل كازاخستان الرسمي في المنافسات الدولية في اتحاد الرغبي . تأسس في 3 أبريل 1994.